# Germinal (revista literaria)
Germinal fue una revista literaria española prenoventayochista, dirigida por Joaquín Dicenta tuvo una corta pero intensa vida.

## Historia
Hay quien considera este semanario como la primera revista del 98 ya que es en la que aparecen por primera vez todos los escritores jóvenes, exceptuando a Azorín y Unamuno, en la que se dedican a mostrar su espíritu de rebeldía frente a los valores establecidos. Ante todo, se presentan como Gente Nueva. Es un grupo ecléctico de utópicos de todas las edades, «hombres de bronce, vigorosos y viriles», que aceptan une existencia «de sacrificio fecundo para el porvenir». Tanto el título, tomado de la novela homónima de Émile Zola (folletón que publica la revista en 1899), como el dibujo alegórico de Gustavo Doré en el número inicial, que representa «La Libertad» dirigiendo al pueblo armado, son expresión del espíritu combativo de estos escritores.
En el primer número, del 30 de abril de 1897, solo figuran junto a Dicenta un consejo de redacción mínimo: Francisco Maceín y Ernesto Bark. Por su redacción van pasando figuras como: Jacinto Benavente, Rafael Delorme, Ricardo Fuente, Jurado de la Parra, Félix Limendoux, Antonio Palomero, Antonio Paso, Nicolás Salmerón García, Valle-Inclán y Eduardo Zamacois. Asimismo, colaboran nombres como Eusebio Blasco, Alejandro Sawa, Mariano de Cavia, Ramiro de Maeztu y Pío Baroja, Ricardo Yesares, Manuel Paso o Urbano González Serrano.
La postura progresista de la publicación se manifestaba también en traducciones de autores extranjeros como Zola, Victor Hugo, Leopardi, Proudhon, Renan, Stecchetti o Bakunin, y en la presencia de autores catalanes como Santiago Rusiñol y Ángel Guimerá. No solo era revista literaria, Germinal acogió los problemas políticos como los procesos de Montjuich, la situación de las cárceles, el anarquismo y el anticlericalismo, siempre respetando a la religión y al sentimiento religioso. En su número 24 muchos de sus redactores van a integrar las filas de un periódico de gran alcance y difusión, El País, publicación de carácter progresista y de tono literario, fundado en 1887 como órgano del Partido Republicano Progresista de Ruiz Zorrilla
El 22 de octubre de 1898 se hace cargo de la revista Nicolás Salmerón y García, hijo del político Nicolás Salmerón. Pasó a subtitularse en lo sucesivo semanario «republicano-ideológico». Entre sus redactores se encontraba a Blasco Ibáñez y los primeros números tuvieron un acento más literario que en la época precedente. Poco después, el 14 de abril de 1899, publicaba su último número.